# Donato Ferrario
Donato Ferrario (1370-1441 – 1444) è stato un mercante italiano.

## Biografia

### Le origini
L'unica fonte documentale che ci permette di risalire alle origini del " nobilis vir dominus " Donato Ferrario risiede negli statuti, da lui dettati nel 1429, del consorzio elemosiniero  Scuola della Divinità dallo stesso fondato: il nome del padre, Antonio (o Antoniolo), la cittadinanza milanese, ma con progenie stanziata nella città di Cremona, la residenza nella parrocchia di S. Damiano in Carrubio, a Porta Nuova; della madre non è rimasto nemmeno il nome.

### La vita coniugale
Il Ferrario risulta sposato con Antonia Menclozzi, figlia di Guiffredolo, almeno dal 1405.
Donato, homo novus era sostenuto da un nucleo familiare del Patriziato di Cremona, economicamente potente, tuttavia la presenza di questa donna fu per lui fondamentale nel milanese, non solo per la sua partecipazione agli affari, ma anche perché ella gli permise di inserirsi in un contesto parentale e patrimoniale di una certa rilevanza, dal momento che i Menclozzi erano una famiglia di spicco nel panorama politico-economico milanese.
Antonia portò in casa anche una sua nipote, Isabetta de Annono, che «Donatus tenebat in domo pro maritanda».
Isabetta partecipava alla conduzione degli affari domestici preoccupandosi ad esempio della fornitura dei tessuti, parte di uso familiare, parte destinata alla vendita.

## Anni di attività

### Gli Investimenti
I possedimenti cittadini di Donato Ferrario consistevano in circa venti sedimi (lotti di terreno edificabili comprendenti strutture a uso abitativo e lavorativo, in particolare botteghe), concentrati in tre aree: Porta Romana, Porta Orientale e Porta Comasina; le prime due erano contigue fra loro nella zona sud-est della città, la terza, procedendo in senso antiorario, era sita a nord e separata dalle prime dal quartiere in cui risiedeva Donato.
Gli investimenti foresi, cioè extra-cittadini, di maggior rilievo furono avviati  nei territori  di Bagnolo  e di  Vajano  nel dominio di Cremona e  di Pantigliate crocevia nella comunicazione di Milano con Crema nella giurisdizione di Cremona. 
Nei possedimenti di Donato Ferrario venivano coltivati cereali invernali, come la segale e il frumento e cereali primaverili, come l'avena e il miglio, integrati con legumi, verdure e lino.
Anche fave, fagioli europei, ceci, cicerchie e veccia, erano indispensabili per l'alimentazione, in quanto se ne ricavava una farina panificabile.

### Il commercio
Parte dei capitali di Donato Ferrario venne impegnata per l'allevamento dei bovini e la vendita dei prodotti derivati, e in strutture produttive quali i mulini.
Seguendo le tendenze del mercato di quel tempo, egli si era dedicato alla viticoltura e al commercio di stoffe e materie prime tessili, trattando pochissima seta, poco lino e cotone siriano, ma soprattutto lana di provenienza iberica; fra i tessuti prevalgono quelli di qualità medio-bassa, come canovacci (tele di canapa molto usate per gli imballaggi), fustagno e drappi bassi di lana. La consistente sola proprietà terriera era di 2986 pertiche (195,217 ettari).

## Scuola della Divinità

### La fondazione
Il 1º novembre di Ognissanti dell'anno 1429 fu una tappa di estremo rilievo nella vita di Donato Ferrario: in una casa della centrale parrocchia milanese di S. Damiano in Carrubio a Porta Nuova, davanti al notaio Maffiolo Buzzi e alla presenza della moglie Antonia Menclozzi, egli fondò un consorzio dalle finalità devozionali e assistenziali, all'epoca assai diffuse in tutta Europa, come espressione della spiritualità e della socialità laicale.
A tale schola venne dato il nome di Scuola della Divinità, in onore della Divinita di Ognissanti da cui Ferrario era stato ispirato in seguito a un sogno avuto cinque anni prima della fondazione della scuola, in cui Dio lo aveva esortato a utilizzare l'ampio patrimonio accumulato a vantaggio dei diseredati e dei bisognosi.
Vi è una riproduzione visiva del sogno di Donato in una miniatura apposta sul frontespizio del codice della Scuola: in alto, al centro, Dio padre con in mano una pergamena srotolata, contenente il testo statutario; più in basso, lateralmente, due gruppi di cinque persone in atteggiamento di preghiera e signorilmente abbigliate; la figura divina è inoltre circondata da un cerchio di fuoco entro il quale si intravedono otto aureole dorate che potrebbero rappresentare i santi a lode dei quali, insieme alla Maestà divina, era stato fondato il consorzio. Nel 1427 in un atto pubblico compare la qualifica di "nobilis vir dominus" due anni più tardi negli statuti della Divinità Donato stesso non esita a definirsi "spectabilis et generosus vir dominus".
Donato Ferrario si inserisce dunque in quel gruppo di uomini nuovi di origine eterogenea discendenti da vecchie famiglie nobiliari alleatisi con i nuovi signori, piccoli mercanti, fittavoli protagonisti di un processo sempre più capillare di sfruttamento, potenzialmente produttivo e in alcuni casi, anche se rari, di impossessamento della proprietà ecclesiastica
Un dipinto commissionato, in epoca post 1600 - ante 1625, dal Luogo Pio per rammemorare il fondatore, nel 1429, della Scuola della Divinità, riproduce con relativo stemma nobiliare del Casato, annoverato nella Nobiltà milanese, a comprova anche del suo continuativo tramandato lignaggio, un diretto dell'epoca discendente di Donato Ferrario, in abiti secenteschi.
Il quadro (olio su tela cm. 200 x 102,5) è in vista presso la Quadreria, al primo piano, del Palazzo Archinto, in via Olmetto 6 in Milano.
.

### Le finalità
I mercanti tardo-medioevali essendo molto ricchi erano oggetto di critica sia da parte della «società cristiana», sia dei francescani, come Bernardino da Siena, i quali, ricordando loro i danni causati dall'usura, li esortavano non solo alla preghiera, ma anche alla carità verso i poveri.
L'iniziativa del Ferrario venne quindi ispirata anche dalla volontà di consacrare il nuovo stato sociale raggiunto attraverso la creazione di un ente assistenziale.
Non solo i pauperes Christi, ma anche i pauperes nobiles qui mendicare erubescant ricevevano assistenza.
Questi ultimi costituivano una particolare categoria di poveri, come nobili decaduti, mercanti falliti, artigiani rispettabili ma declassati, i quali pur non essendo poveri in senso assoluto non erano in grado di mantenere un tenore di vita corrispondente al proprio status.
Dopo solo sei anni dalla fondazione, nel 1435, Filippo Maria Visconti eliminò la tassazione dei beni destinati a essere distribuiti ai poveri, come riconoscimento dell'attività svolta dalla scuola per quam quotidie fiunt multe et ordinate elimosine pauperibus et infirmis de farina, pane, vino et drapo.

## Ultimi anni

### Il testamento
Donato Ferrario, «sano di mente ma alquanto malato nel corpo», il giorno 13 novembre 1441, nella casa di Porta Romana parrocchia di S. Stefano in Brolo (Basilica di Santo Stefano Maggiore), dettò al notaio Maffiolo Buzzi, già redattore dodici anni prima degli statuti della Divinità, le sue ultime volontà, nominando anche erede la Scuola della Divinità .
Egli stabilì che la carica di priore e di tre scolari venisse conferita ai discendenti del casato Ferrario evidentemente col fine di perpetuare il ruolo direttivo della famiglia e modulata su altre esperienze consimili che vedevano nuclei familiari impossessarsi delle cariche direttive di luoghi pii per esercitare un'ulteriore forma di controllo sulla comunità di quartiere o sul clan da loro guidato.
Secondo gli statuti dettati dallo stesso Donato Ferrario, la gestione del Consorzio della Divinità doveva essere affidata a un capitolo di scholares di età non inferiore ai trent'anni e senza figli, i quali una volta all'anno eleggevano il priore, per il quale era prescritta un'età non inferiore ai quarantasei anni. Il mandato degli scholares aveva durata vitalizia, mentre la loro scelta, inizialmente avocata a sé dal fondatore, avveniva per cooptazione, con il vincolo di riservare almeno tre posti a membri della famiglia Ferrario e di limitare la presenza di ecclesiastici all'eccezionale  ammissione di un sacerdote. Il carattere eminentemente laico del consorzio era dichiarato esplicitamente negli statuti insieme alla rivendicazione di una assoluta autonomia rispetto all'autorità arcivescovile.
Già nel 1434 compare nel capitolo della Divinità e vi rimase per almeno altri dieci anni, Paolo de Ferrariis, personaggio di un certo rispetto nell'ambito della società cittadina; nel 1441 al capezzale di Donato che dettava il suo testamento, oltre a Paolo, era presente Alberto de Ferrariis il quale, tra l'altro, rappresenta la Scuola in qualità di priore; e la discreta presenza dei membri della casata del fondatore continuò nel 1775 con Carlo Giuseppe Ferrario di Tor Vajana e proseguì fino al 1801 con Giovanni Andrea Ferrario di Tor Vajana e di Medea, come iscritto nelle testimonianze notarili, attinenti alla diretta continuata discendenza genealogica, rispettivamente registrate nell'anno 1764 dal notaio Giuseppe Giovanni Battista Pellizzari e nell'anno 1814 dal notaio Gerolamo Delle Lame.

### La morte
Non si possiede un dato preciso intorno alla morte del Ferrario, databile tra la fine del 1441 e il 1444, ma presumibilmente più vicino alla data di stesura del testamento dato il grave stato di salute del mercante: la contabilità tenuta da Donato si arrestò nel 1440, mentre quattro anni più tardi un elenco di scolari della Divinità, inserito nell'intestazione del libro di conti del consorzio elemosiniero degli anni 1444-1461, non riporta più il nome di Donato Ferrario ma i nomi dei diretti suoi discendenti .
Antonia morì il 29 ottobre 1447 e venne sepolta accanto al marito nella Chiesa di Santa Maria alla Scala.